# Coupe du monde de triathlon 2006
Navigation
Édition précédente Édition suivante
La coupe du monde de triathlon 2006 est composée de 15 courses organisées par la Fédération internationale de triathlon (ITU). Chacune des courses est disputée au format olympique soit 1500 m de natation, 40 km de cyclisme et 10 km de course à pied.

## Étapes de l'épreuve
| Date         | Lieu         | Format | Homme                  | Femme             |
| ------------ | ------------ | ------ | ---------------------- | ----------------- |
| 3 mars       | Doha         | M      | Brad Kahlefeldt        | Annabel Luxford   |
| 10 mars      | Aqaba        | M      | Volodymyr Polikarpenko | Vanessa Fernandes |
| 26 mars      | Mooloolaba   | M      | Bevan Docherty         | Annabel Luxford   |
| 16 avril     | Ishigaki     | M      | Courtney Atkinson      | Debbie Tanner     |
| 7 mai        | Mazatlán     | M      | Rasmus Henning         | Vanessa Fernandes |
| 4 juin       | Madrid       | M      | Javier Gomez           | Vanessa Fernandes |
| 11 juin      | Richards Bay | M      | Brad Kahlefeldt        | Emma Snowsill     |
| 9 juillet    | Edmonton     | M      | Hamish Carter          | Emma Snowsill     |
| 23 juillet   | Corner Brook | M      | Kris Gemmell           | Vanessa Fernandes |
| 30 juillet   | Salford      | M      | Brad Kahlefeldt        | Samantha Warriner |
| 13 août      | Tiszaújváros | M      | Brad Kahlefeldt        | Joelle Franzmann  |
| 9 septembre  | Hambourg     | M      | Javier Gomez           | Vanessa Fernandes |
| 24 septembre | Pékin        | M      | Frédéric Belaubre      | Vanessa Fernandes |
| 5 novembre   | Cancún       | M      | Javier Gomez           | Anja Dittmer      |
| 12 novembre  | New Plymouth | M      | Andy Potts             | Rina Hill         |

## Par nation
| Rang | Nation           | Victoires |
| ---- | ---------------- | --------- |
| 1    | Australie        | 10        |
| 2    | Portugal         | 6         |
| 3    | Nouvelle-Zélande | 5         |
| 4    | Espagne          | 3         |
| 5    | Allemagne        | 2         |
| 6    | Danemark         | 1         |
| 6    | États-Unis       | 1         |
| 6    | France           | 1         |
| 6    | Ukraine          | 1         |

## Classements généraux
| Rang               | Nom                    |
| ------------------ | ---------------------- |
| Médaille d'or      | Javier Gomez           |
| Médaille d'argent  | Volodymyr Polikarpenko |
| Médaille de bronze | Andy Potts             |
| 4                  | Brad Kahlefeldt        |
| 5                  | Hunter Kemper          |
| 6                  | Kris Gemmell           |
| 7                  | Frédéric Belaubre      |
| 8                  | Bevan Docherty         |
| 9                  | Jan Frodeno            |
| 10                 | Sven Riederer          |

| Rang               | Nom               |
| ------------------ | ----------------- |
| Médaille d'or      | Vanessa Fernandes |
| Médaille d'argent  | Joelle Franzmann  |
| Médaille de bronze | Anja Dittmer      |
| 4                  | Laura Bennett     |
| 5                  | Emma Snowsill     |
| 6                  | Andrea Whitcombe  |
| 7                  | Lauren Groves     |
| 8                  | Samantha Warriner |
| 9                  | Andrea Hewitt     |
| 10                 | Debbie Tanner     |